# George de Mestral
George de Mestral (ur. 1907 r. w Saint-Saphorin-sur-Morges, zm. 9 lutego 1990 r. w Commugny) – szwajcarski inżynier i wynalazca, twórca „rzepów”.

## Życiorys
Urodzony w 1907 r. w Saint-Saphorin-sur-Morges, w rodzinie inżyniera agronoma. W młodości zaprojektował zabawkowy samolot, który udało mu się opatentować. Studiował inżynierię na Politechnice Federalnej w Lozannie, w międzyczasie pracował, zarabiając na studia. Po ich ukończeniu zatrudnił się w sklepie maszynowym. W 1948 r. wybrał się na urlop, by polować na ptaki w regionie Jury. W trakcie przemierzania pastwisk i zarośli zmagał się z koszyczkami łopianu, przyczepiającymi się do jego spodni oraz sierści psa myśliwskiego. Ich usunięcie było na tyle trudne, że de Mestral zaczął je badać pod mikroskopem, a zainspirowany ich strukturą i budową zaprojektował system łączenia znany u nas jako „rzepy”. Swój wynalazek opatentował w 1955 r. w rodzinnej Szwajcarii oraz najważniejszych krajach Europy, USA i Kanadzie pod nazwą Velcro. Marka Velcro została oficjalnie zarejestrowana w 1958 r., a de Mestral zwolnił się z dotychczasowej pracy i wziął 150 tys. dolarów kredytu na rozwój swojego produktu w nowo założonej firmie Velcro SA.
Zmarł 9 lutego 1990 r. w Commugny, a dziewięć lat później został uhonorowany włączeniem do National Inventors Hall of Fame.